# Міжнародна федерація настільного тенісу
Міжнаро́дна федера́ція насті́льного те́нісу, МФНТ (англ. International Table Tennis Federation, ITTF) — міжнародна спортивна організація, яка є керівним органом для всіх організацій з настільного тенісу в світі.
МФНТ здійснює контроль за дотриманням правил і норм технічного оснащення для змагань з настільного тенісу, відповідає за організацію численних міжнародних турнірів, у тому числі Чемпіонатів світу з настільного тенісу.
Нині у складі МФНТ перебуває 222 країни-учасниці.

## Історія створення
Міжнародна федерація настільного тенісу була створена в січні 1926 року представниками дев'яти країн-засновників: Австрії, Чехословаччини, Данії, Англії, Німеччини, Угорщини, Індії, Швеції та Уельсу. У грудні того ж року в Лондоні (Велика Британія) відбувся перший чемпіонат світу з настільного тенісу.

## Структура
МФНТ поділена на 6 федерацій за континентальним принципом:
| Континент         | Кількість країн | Назва організації                                 | Скорочена назва |
| ----------------- | --------------- | ------------------------------------------------- | --------------- |
| Африка            | 51              | Африканська федерація настільного тенісу          | ATTF            |
| Азія              | 45              | Азійський союз настільного тенісу                 | ATTU            |
| Європа            | 58              | Європейський союз настільного тенісу              | ETTU            |
| Латинська Америка | 40              | Латиноамериканський союз настільного тенісу       | ULTM            |
| Океанія           | 24              | Океанійський союз настільного тенісу              | NATTU           |
| Північна Америка  | 4               | Північноамериканська федерація настільного тенісу | OTTF            |

## Рейтинги
МФНТ складає та постійно оновлює рейтинги серед країн, чоловіків і жінок.
Перша десятка Рейтингу МФНТ станом на 01.06.2015 року:

### Серед жінок[3]
| Місце | Спортсмен      | Країна    |
| ----- | -------------- | --------- |
| 1     | Дін Нін        | КНР       |
| 2     | Лю Шівень      | КНР       |
| 3     | Лі Сяося       | КНР       |
| 4     | Фен Тяньвей    | Сінгапур  |
| 5     | Касумі Ісікава | Японія    |
| 6     | Жу Юлін        | КНР       |
| 7     | Ву Ян          | КНР       |
| 8     | Ай Фукухара    | Японія    |
| 9     | Міма Іто       | Японія    |
| 10    | Хан Інь        | Німеччина |

### Серед чоловіків[4]
| Місце | Спортсмен          | Країна     |
| ----- | ------------------ | ---------- |
| 1     | Ма Лун             | КНР        |
| 2     | Сюй Сінь           | КНР        |
| 3     | Жан Жике           | КНР        |
| 4     | Фан Чженьдон       | КНР        |
| 5     | Юн Мізутані        | Японія     |
| 6     | Дмитро Овчаров     | Німеччина  |
| 7     | Тімо Болл          | Німеччина  |
| 8     | Фан Бо             | КНР        |
| 9     | Володимир Самсонов | Білорусь   |
| 10    | Маркос Фрейтас     | Португалія |